# Stenotyphlops spinulosus
Stenotyphlops spinulosus är en kräftdjursart som beskrevs av Stebbing 1912. Stenotyphlops spinulosus ingår i släktet Stenotyphlops och familjen Lampropidae. Inga underarter finns listade i Catalogue of Life.